# 대변 (기하학)
기하학에서 대변(對邊, opposite side)이란 삼각형에서 한 꼭짓점과 마주보는 변이며, 사각형에서 한 변과 마주보는 변이다. 맞변이라고도 한다.